# 芸術テロ
芸術テロ（げいじゅつテロ）は、芸術家が一般的な社会が受容しない方法で作品を発表すること。非合法手段を用いる事例も見られる。「芸術テロ」という語は芸術運動の中にはなく、揶揄や活動を貶めたりするために用いるスラングである。

## 芸術テロリスト
ザ・リヴィング・シアターは、反芸術スタイルのストリート劇を行ったパイオニアである。
ウィーン・アクショニストたちも、1960年代に過激なパフォーマンスを行ったグループである。
1963年から72年まで日本で活躍したゼロ次元という「人間の行為をゼロに導く」をコンセプトで、過激なパフォーマンス活動をしていたアーティスト集団が、週刊誌に「芸術テロか」と取り上げられたが、現代美術業界内ではそのような語での批判はない。
1960年代は、既存の社会規範に対抗するカウンターカルチャームーブメントが世界的に広まった時代であり、その副作用として、競い合うように反社会的なパフォーマンスをするグループが社会のモラトリアムとして許されるという流れができた。また、製作者たちが「芸術」であると銘打てば、どのような作品でも（見方によっては）芸術として受け取るべきであるという流れは、反芸術の流れを作ったマルセル・デュシャンにまで遡れるであろう（便器を芸術として発表した）。要は、何をやっても社会に迷惑をかけても芸術と言い張れるスキームと反体制的な行動が後押しされていた時代背景があったからこそ、芸術テロという名の迷惑行為が許されるに至ったと考えられる。
「芸術テロリスト」のあだ名を持つ英国のバンクシーは、メトロポリタン美術館や大英博物館などの館内に作品を無許可で展示し、他の展示物とは全く趣旨が異なったが発見されるまで数日が経過した。